# Dráha
Dráha – czeski miesięcznik dla miłośników kolejnictwa wydawnictwa NADATUR spol. s.r.o. w Pradze. Wydaje także rocznik Ročenka Dráhy.